# Canthochilum matthewsi
Canthochilum matthewsi är en skalbaggsart som beskrevs av T. Keith Philips och Ivie 2008. Canthochilum matthewsi ingår i släktet Canthochilum och familjen bladhorningar. Inga underarter finns listade.